# 山田航
山田 航（やまだ わたる、1983年8月22日 - ）は、日本の歌人。

## 人物・来歴
北海道札幌市東区丘珠町出身。同市在住。立命館慶祥高等学校を経て、立命館大学法学部卒業。短歌誌「かばん」「pool」所属。柳澤美晴や樋口智子らとともに札幌の短歌勉強会「アークの会」（同人誌『アークレポート』を発行）にも参加。
2008年に同人誌「かばん」に入会。2009年、「夏の曲馬団」で第55回角川短歌賞、「樹木を詠むという思想」で第27回現代短歌評論賞を受賞。2012年、第1歌集『さよならバグ・チルドレン』を刊行。同年、同歌集で第27回北海道新聞短歌賞を、翌2013年、第57回現代歌人協会賞を受賞。同年、第4回早稲田大学坪内逍遙大賞奨励賞を受賞。2014年、第42回札幌文化奨励賞を受賞。自身のブログ「トナカイ語研究日誌」で現代歌人の短歌評などを執筆。なお、2016年4月より北海学園大学大学院文学研究科（指導教授は田中綾）にも在学していた。2018年3月同大学院文学研究科を修了。
2015年の編著書『桜前線開架宣言』のあとがきで、「商業出版されている小説の9割は、自費出版されている歌集よりつまらない」「21世紀は短歌が小説に勝つ」と断言している。2021年の朝日新聞のコラムでも、「私は韻文ベースで言葉に向き合うタチなので、文章において一番重要だと感じるのがリズムや音韻、その次がイメージで、逆に一番興味がないのはストーリー（物語）。小説は散文でストーリーを書こうとするので、私には音楽的な心地よさが感じられない。小説は日本語の発達のプロセスとして必要なピースだったかもしれないが、現代ではもうその役割は終わっているんじゃないか。小説よりもそれを原作にした映像作品を好む人の方が多いのは、そういうことではないのか。純粋なストーリーテリングの技術という点では、小説家より脚本家の方が上なのでは？」という趣旨の発言をしている。

## 著書

### 単著
- さよならバグ・チルドレン 歌集 ふらんす堂 2012年8月 ISBN 978-4781404035 帯文・解説：穂村弘 装丁：君嶋真理子
- 流星の予感 マイナビ 2014年8月 Amazon Services International, Inc.
- 水に沈む羊 歌集 港の人 2016年2月 ISBN 978-4896293104
- ことばおてだまジャグリング エッセイ 文藝春秋 2016年4月 ISBN 978-4-16-390444-3 イラスト：和田ラヂヲ
- 寂しさでしか殺せない最強のうさぎ 書肆侃侃房 2022年7月 ISBN 978-4863855274

### 共著
- 世界中が夕焼け―穂村弘の短歌の秘密 （穂村弘との共著） 新潮社 2012年6月 ISBN 978-4104574025

### 編著
- 桜前線開架宣言 Born after 1970現代短歌日本代表 アンソロジー 左右社 2015年12月 ISBN 978-4865281330